# Jean IV. de Melun

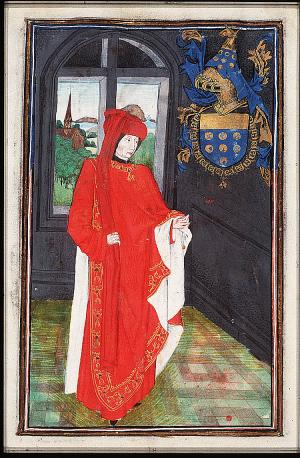
Jean de Melun im Wappen- und Statutenbuch des Ordens vom Goldenen Vlies (Den Haag, KB, 76 E 10, fol. 52v)

Jean IV. de Melun (* um 1396; † 15. Februar 1484) war Burggraf von Gent, Vicomte de Melun, Herr von Antoing, Épinoy und Wingels sowie Konnetabel von Flandern. Er ist begraben in Mons im Chor von Notre-Dame du Val-des-Écoliers.

## Leben
Er entstammt dem Haus Melun und wurde 1415 Vicomte von Melun und Herr (Seigneur) von Antoing, Épinoy und Wingels.
1410 wurde Jean zum Burggrafen von Gent und später zum Konnetabel von Flandern ernannt. Seine enge Beziehung zum burgundischen Herzog Philipp dem Guten trug ihm 1432 die Wahl in den Orden vom Goldenen Vlies ein.

## Familie
Jean war der Sohn von Hugues de Melun, Seigneur d'Antoing und d'Épinoy († 1406) und Béatrix de Beaussart († 1419) und er heiratete
I. am 28. Oktober 1419 Jeanne de Luxembourg († 1420), Tochter von Jean II. de Luxembourg.
II. im Jahr 1421 Jeanne d’Abbeville, Erbin von Dompvast und Hallencourt († 1480), Tochter von Edmond d’Abbeville.
Aus der zweiten Ehe hatte er folgende Kinder:
1. Jean V. († 25. Oktober 1513), Konnetabel von Flandern; ⚭ Marie von Saarbrücken-Roucy, zu Bailleul († nach 2. Januar 1511), Tochter von Robert I. von Saarbrücken-Commercy, Graf von Roucy (Maison de Broyes)
2. Philippotte († 1450); ⚭ 1441 Thibaut de Luxemburg-Ligny, Herr von Fiennes († 1477).
3. Hélène († 25. Juli 1473); ⚭ 1454 Charles d’Artois, comte d’Eu († 1472).